# Steve White
Steve White es una escritor estadounidense de Ciencia ficción, conocido como el coautor de las serie Starfire con David Weber. 
Está casado y tiene tres hijas; actualmente vive en Charlottesville, Virginia. También trabaja para una compañía de asesoría legal publicitaria. Sirvió en la Armada de los Estados Unidos, durante la Guerra de Vietnam y en la zona del Mediterráneo.

## Trabajos Publicados

### Príncipe de la puesta del sol
- Prince of Sunset excerpt Archivado el 29 de abril de 2011 en Wayback Machine. ISBN 0-671-87869-7 (1998)
- Emperor of Dawn excerpt Archivado el 17 de abril de 2011 en Wayback Machine. ISBN 0-671-57797-2(1999)

### Serie de Starfire
- InsurrectionISBN 0-671-72024-4 (read online) con David Weber
- Crusade ISBN 0-671-72111-9 (read online) con David Weber
- In Death Ground ISBN 0-671-87779-8 excerpt(/The%20Stars%20at%20War%20I/index.htm read online) con David Weber
- The Shiva Option excerpt </ref> ISBN 0-671-31848-9 (/The%20Shiva%20Option/index.htm read online) con David Weber
- Exodus excerpt Archivado el 28 de septiembre de 2010 en Wayback Machine. ISBN 1-4165-2098-8(2006) con Shirley Meier
  - The Stars at War ISBN 0-7434-8841-5 (read online) es un libro que combina "Cruzada" y "En el Campo de muerte" con material inédito
  - The Stars at War II ISBN 0-7434-9912-3 (read online (enlace roto disponible en Internet Archive; véase el historial, la primera versión y la última).) es un libro que combina The Shiva Option y Insurrection con 20,000 palabras de material nuevo y ediciones restauradas.

- Extremis (May 2011) con Chuck Gannon

### Los desheredados
- The Disinherited excerpt Archivado el 20 de julio de 2010 en Wayback Machine. ISBN 0-671-72194-1 (1993)
- Legacy ISBN 0-671-87643-0 (1995)
- Debt of Ages ISBN 0-671-87689-9 (1995)

### Otras Novelas
- Eagle Against the Stars excerpt Archivado el 29 de abril de 2011 en Wayback Machine. ISBN 0-671-57846-4 (2000)
- Forge of the Titans excerpt Archivado el 19 de mayo de 2011 en Wayback Machine. ISBN 0-7434-3611-3 (2003)
- Demon's Gate excerpt Archivado el 19 de mayo de 2011 en Wayback Machine. ISBN 0-7434-7176-8 (2004)
- The Prometheus Project excerpt Archivado el 25 de abril de 2011 en Wayback Machine. ISBN 0-7434-9891-7 (2005)
- Blood of the Heroes excerpt Archivado el 19 de mayo de 2011 en Wayback Machine. ISBN 1-4165-0924-0 (2006)
- Saint Antony's Fire excerpt Archivado el 20 de julio de 2010 en Wayback Machine. ISBN 1-4165-5598-6 (2008)